# Fångad av en stormvind
"Fångad av en stormvind" är en sång skriven av Stephan Berg och framförd av Carola Häggkvist i den svenska Melodifestivalen 1991, där bidraget segrade och även vann Eurovision Song Contest 1991 för Sverige. I Eurovision Song Contest fick sången samma poäng, och lika många 12-poängare, som det franska bidraget, men vann eftersom den hade fått fler 10-poängare. 

## Historik

### Melodifestivalen och ESC
Carola representerade Sverige för andra gången (första gången var 1983 med "Främling" som gav en tredje plats) och då hon denna gång sjöng "Fångad av en stormvind" var Anders Berglund dirigent. Med sig hade hon två manliga dansare i affärskostymer och en vindmaskin som lätt blåste hennes hår, för att förstärka bidraget. Under framträdandet försvann dock ljudet delvis under andra versen, då endast blåsinstrument och trummor hördes under några sekunder, vilket berodde på själva fläktmaskinen – den drog för mycket ström, vilket ledde till att säkringarna gick. Carola fortsatte dock, och efteråt frågade Gigliola Cinquetti om låten skulle tas om, vilket inte skedde.
Bidraget låg relativt långt ner i poänglistan till en början, men arbetade sig uppåt och låg under sista fjärdedelen av tävlingen i ledning. Med hjälp av 12:or från Island, Danmark, Tyskland och Storbritannien lyckades Sverige till sist vinna med 146 poäng, samma poäng som Frankrike.

### Titel och marknadsföring
Låten hette från början "Fångad i en stormvind" då den presenterades i tidningarna som ett av bidragen till Melodifestivalen 1991. Titeln ska senare ha ändrats. Det sångpålägg som finns på den på skiva utgivna versionen av låten är egentligen en demoinspelning som aldrig var tänkt att ges ut. Senare gjordes ett "officiellt" sångpålägg men detta ansågs sakna den känsla som fanns på demoinspelningen varför denna användes istället.
På förhand hade City Stormarknad i Stockholm drivit en kampanj att man under en dag kunde handla så mycket elektronik man ville, och få alla pengar tillbaka om låten skulle vinna. Stormarknaden höll sitt löfte, men gjorde en förlust på femton miljoner SEK.
Kampanjens upphovsman var Rickard Bjursåker tillsammans med marknadsansvarig på City stormarknad 
Det visade sig att företaget försäkrat sig vid en eventuell vinst och erbjöd utöver detta att ge respektive kund ytterligare 10 % tillbaka om man köpte mer elektronik för den check som men erhöll av företaget, och de flesta gjorde just detta vilket gjorde hela kampanjen oerhört lyckad 

### Versioner och listframgångar
Låten spelades även in på engelska, som "Captured by a Lovestorm".
På singellistorna placerade sig 1991 singeln "Fångad av en stormvind/Captured by a Lovestorm" som högst på tredje plats i Sverige och på sjätte plats i Norge, och på 22:a plats i Österrike. Låten låg även på Svensktoppen i 10 veckor (sommaruppehållet medräknat) under perioden 28 april-1 september 1991, med förstaplatser de sex första veckorna.
Den svenska hårdrocksgruppen Black Ingvars spelade in en cover på "Fångad av en stormvind" på sitt album Schlager Metal (1998).

## Listplaceringar
| Lista (1991) | Topplacering |
| ------------ | ------------ |
| Norge        | 6            |
| Sverige      | 3            |
| Österrike    | 22           |